# Schloss Neuenstein

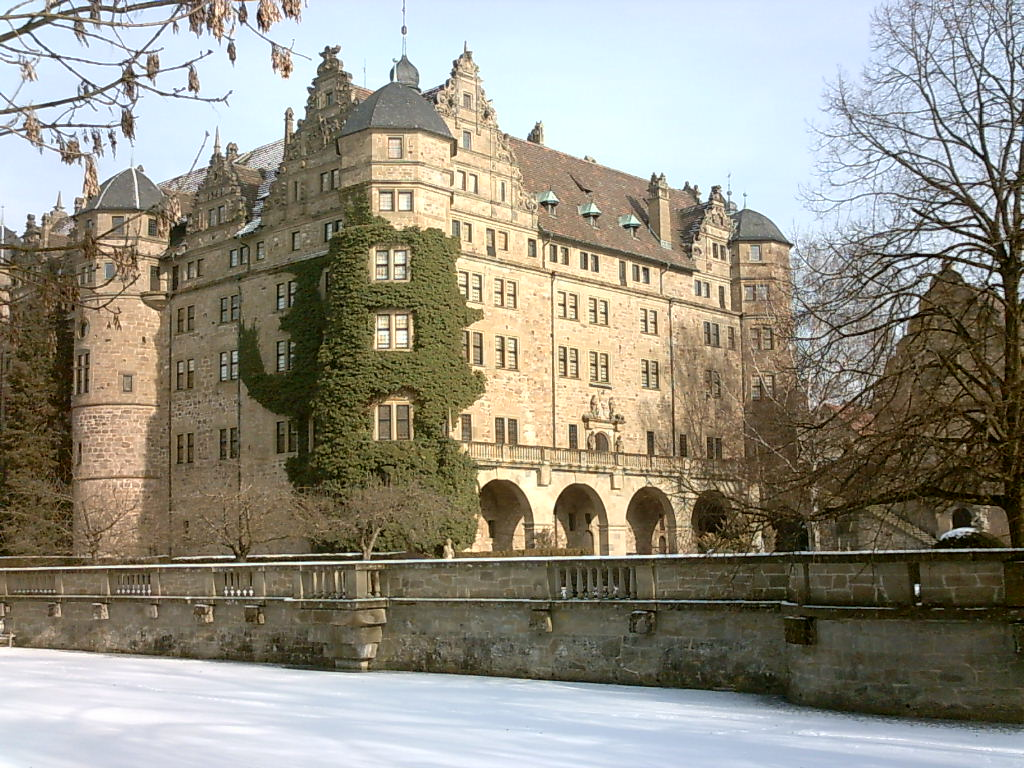
Schloss Neuenstein, Südfassade im Winter mit vereistem Schwanensee

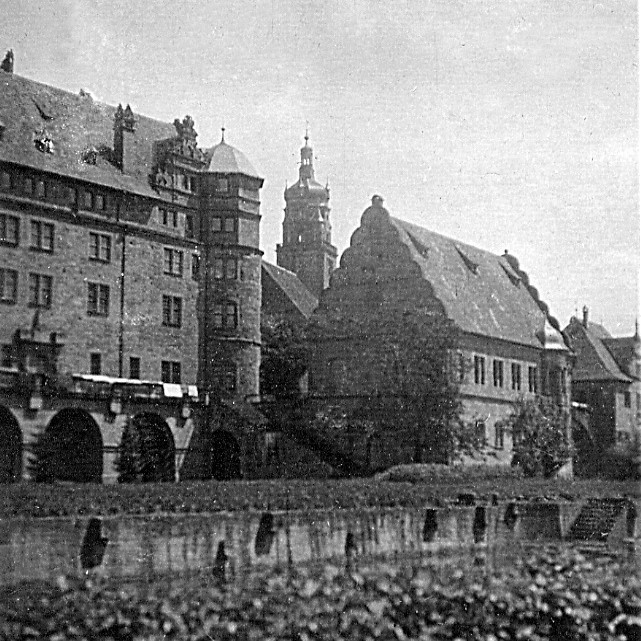
Schloss Neuenstein, Südfassade. Foto vom 29. Juni 1927

Das Schloss Neuenstein steht in der Mitte der Stadt Neuenstein. Als Sitz der Adelslinie Hohenlohe-Neuenstein erbaut, beherbergt es heute ein Schlossmuseum und mit dem Hohenlohe-Zentralarchiv Neuenstein das vom Land Baden-Württemberg betreute gemeinsame Hausarchiv des Hauses Hohenlohe. Im 41 Meter langen und über zehn Meter breiten Rittersaal finden zudem regelmäßig Konzerte im Rahmen des Hohenloher Kultursommers statt.

## Beschreibung

### Architektur

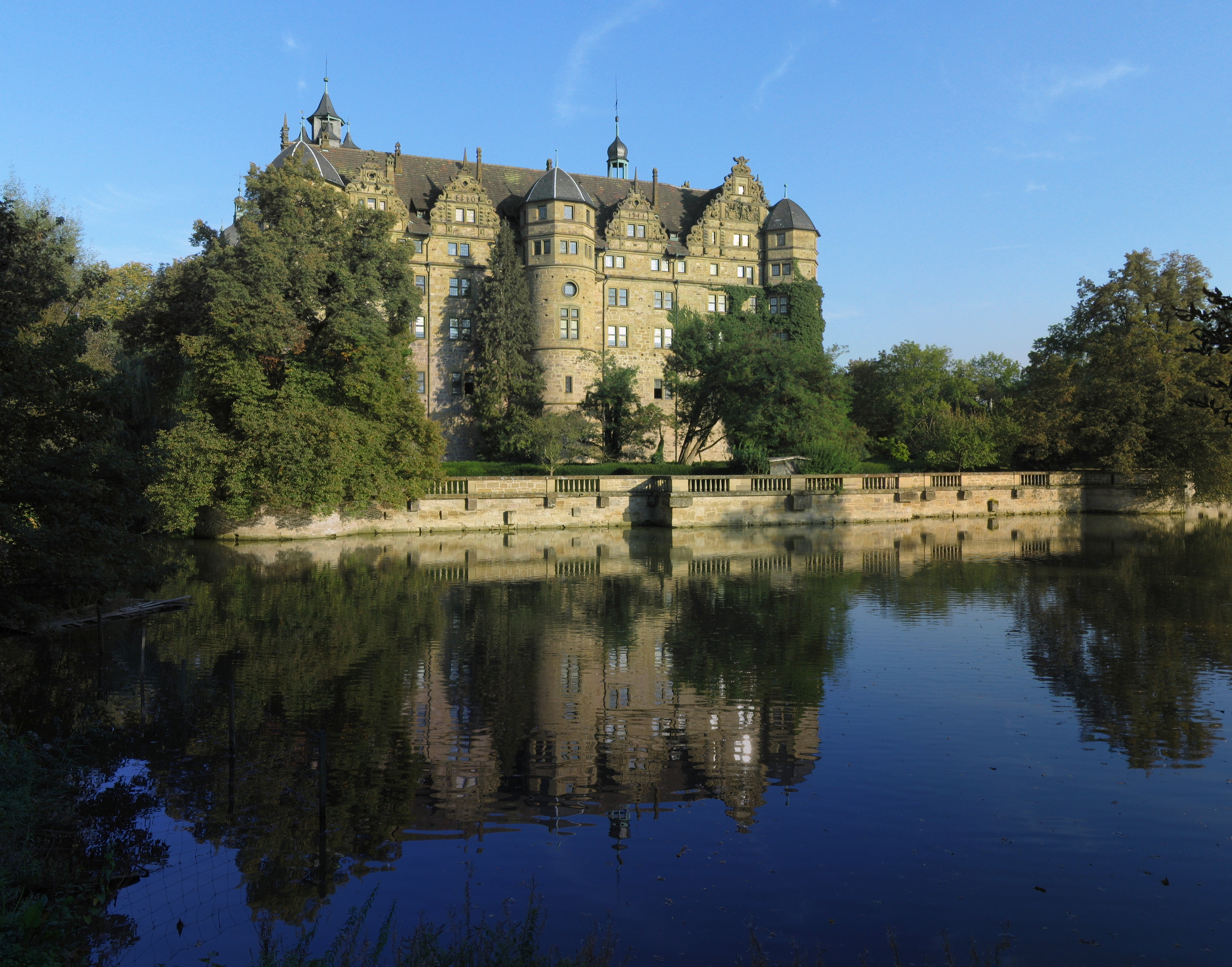
Westfassade des Schlosses Neuenstein mit zugehörigem Schwanensee im Spätsommer

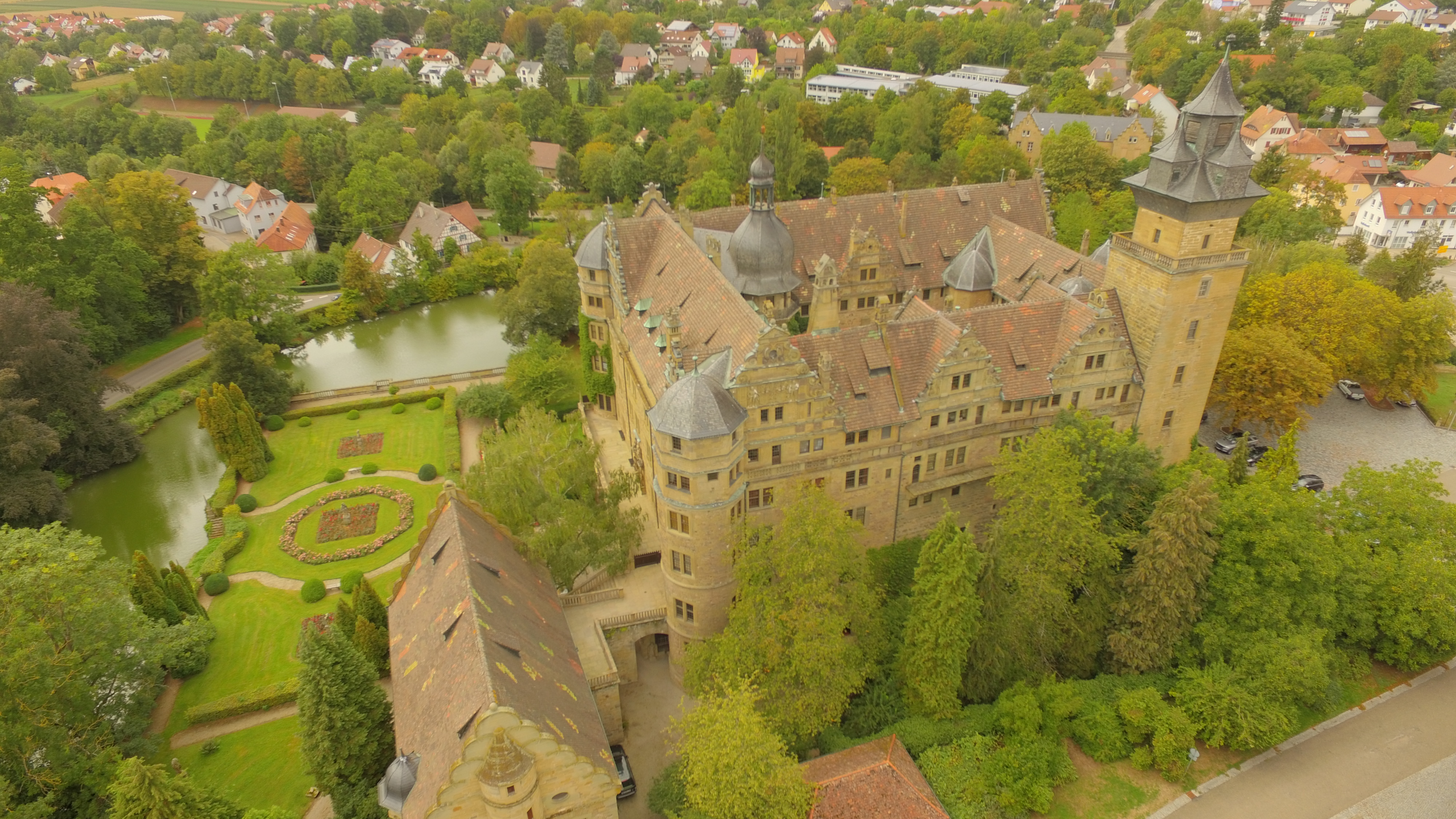
Schloss Neuenstein

Das Schloss im Stil der Renaissance ist ein mächtiger, geschlossener Vierflügelbau mit sechs Geschossen. An seiner nordwestlichen Ecke steht der romanische Bergfried der ehemaligen Burg. Zwei weitere Ecken werden durch hohe Rundtürme eingenommen. Eine Brücke führt zum Eingangsportal, das mit den Wappen Ludwig Casimirs von Hohenlohe und seiner Frau Anna von Solms-Laubach geschmückt ist.

### Das Schlossmuseum
Im Rahmen eines Besuchs des Schlossmuseums können unter anderem der Kaisersaal, das Königsgewölbe und die spätmittelalterliche und voll funktionsfähige Schlossküche – alles noch weitgehend im Originalzustand – besichtigt werden.
Neben kunsthistorisch wertvollen Gegenständen sind Jagdwaffen und -trophäen ausgestellt. Herzstück des Museums ist jedoch das Kunst- und Raritäten-Kabinett. Es zeigt Kunstwerke aus der Renaissance sowie Kuriositäten und Erinnerungsstücke, darunter ein Hut des schwedischen Königs Gustav II. Adolf, ein Schuh der Zarin Katharina der Großen sowie ein fast faustgroßer Blasenstein des Grafen von Nimburg.

## Geschichte
Die Wurzeln des heutigen Schlosses sind in einer staufischen Wasserburg des frühen 13. Jahrhunderts zu suchen. Sie stand auf einer Sandbank in einem Sumpfgebiet nahe einer alten Fernhandelsstraße, die vom Rhein über Wimpfen nach Osten zur Donau führte.
Um 1230 war die Anlage im Besitz der Herren von Stein, deren Nachfahren sich später „von Neuenstein“ nannten. Um 1300 kam die Herrschaft Neuenstein an das Haus Hohenlohe, welches das Schloss bis heute besitzt. Gottfried I. von Hohenlohe, der auf Schloss Weikersheim lebte, war ein Gefolgsmann von Kaiser Friedrich II. und Erzieher von dessen Sohn Konrad IV. Dieser überlebte 1250 in Regensburg angeblich ein Mordkomplott, dessen Drahtzieher der Bischof von Regensburg gewesen sein soll. König Konrad übertrug Gottfried als Dank für seine dabei geleistete Hilfe regensburgische Lehen. Hierzu zählten auch die Vogtei über das 1037 gegründete Chorherrenstift Öhringen sowie die Burgen und Grundherrschaften in Neuenstein und Waldenburg. Die verschiedenen Burgen wurden unter den jeweiligen Generationen vielfach aufgeteilt. Graf Ludwig Casimir von Hohenlohe-Neuenstein (1517–1568) begründete mit der Neuensteiner Linie (mit den Besitzungen Langenburg, Ingelfingen, Öhringen und Kirchberg) eine der beiden bis heute bestehenden Hauptlinien des Hauses Hohenlohe, die andere (Waldenburger Linie) begründete sein Halbbruder Eberhard (mit Waldenburg, Bartenstein und Schillingsfürst) in der Hauptlandesteilung von 1551. Nachdem die Anlage im 15. Jahrhundert schon erweitert worden war, ließ Graf Ludwig Casimir die Burg von dem Heilbronner Baumeister Balthasar Wolff zu einem Schloss im Stil der Renaissance umgestalten. Der Ausbau dauerte bis zum Beginn des 17. Jahrhunderts. Für den Bau und die Versorgung der Burg bzw. des Schlosses spielte die Eschelbacher Steige als Transportweg eine wichtige Rolle.
Nachdem Wolfgang Julius von Hohenlohe 1698 verstorben war, verlegte die Familie ihre Residenz nach Öhringen in das ehemalige Chorherrenstift, das dem Zeitgeschmack entsprechend barockisiert wurde. Schloss Neuenstein stand nachfolgend leer und verfiel zusehends. Später diente es als ein Zucht- und Arbeitshaus, als Altersheim sowie Waisenhaus.
Ab 1870 wurden Renovierungsarbeiten im Kaisersaal durchgeführt, um dort anschließend mit einer Antiquitätensammlung aus dem Schloss Kirchberg den Grundstock für ein Familienmuseum des Hauses Hohenlohe zu legen. Es war eines der ersten Privatmuseen Deutschlands und ab 1878 der Öffentlichkeit zugänglich.
Fürst Christian Kraft zu Hohenlohe beauftragte zu Beginn des 20. Jahrhunderts den Architekten und Burgenforscher Bodo Ebhardt mit einer umfassenden Restaurierung des Schlosses. Die Arbeiten fanden in der Zeit von 1906 bis 1925 statt. In ihrem Zuge wurde die Anlage um ein Geschoss aufgestockt, welches als Neubau höheren Wohnkomfort ermöglichte als die Renaissance-Etagen. Nach der Enteignung des schlesischen Wohnsitzes Schloss Slawentzitz 1945 und den Verkäufen der Schlösser Kirchberg und Ingelfingen 1952 sowie Öhringen 1961 (sowie des Jagdschlosses Friedrichsruhe 2005) ist das Schloss Neuenstein heute zugleich Museum und Wohnsitz des Besitzers, Kraft Fürst zu Hohenlohe-Oehringen (* 1933; † 2024).

## Bilder

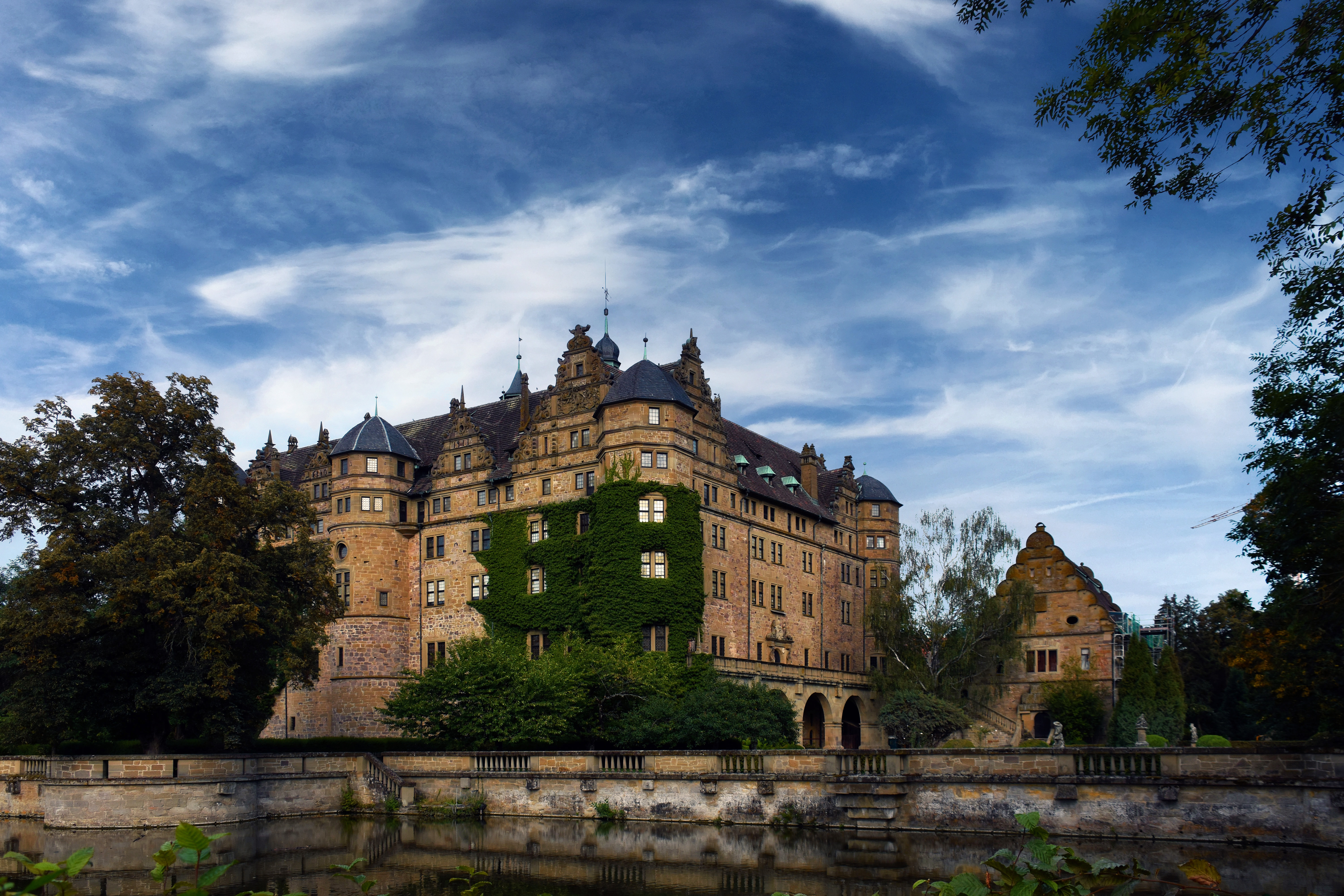
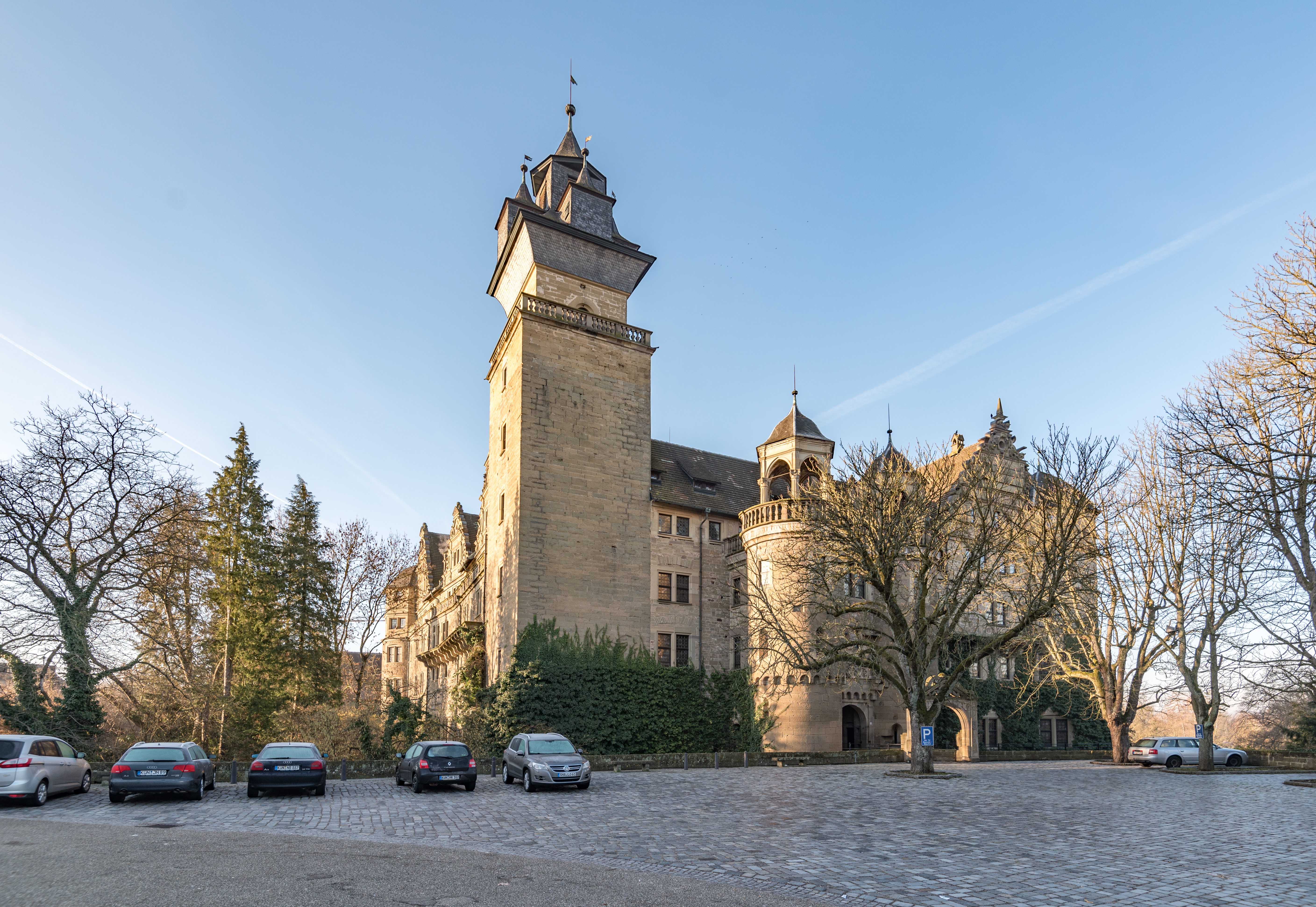
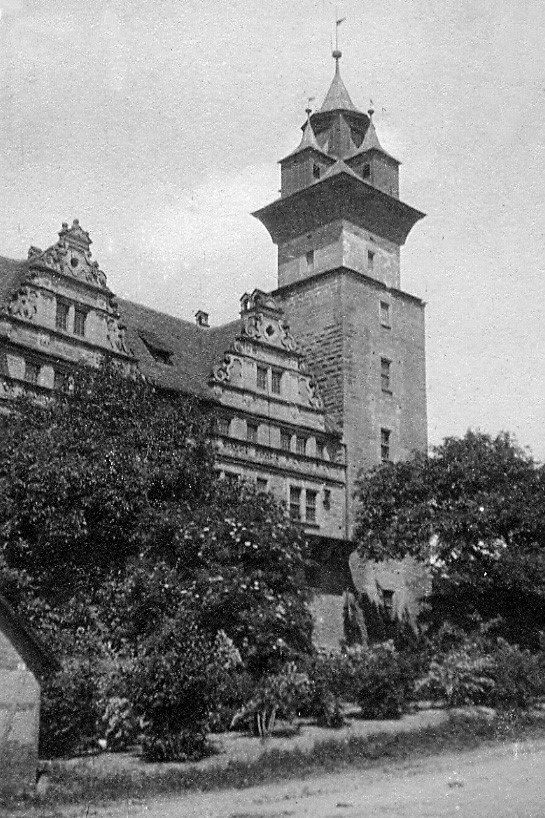
Eckturm Schloss Neuenstein. Foto vom 29. Juni 1927
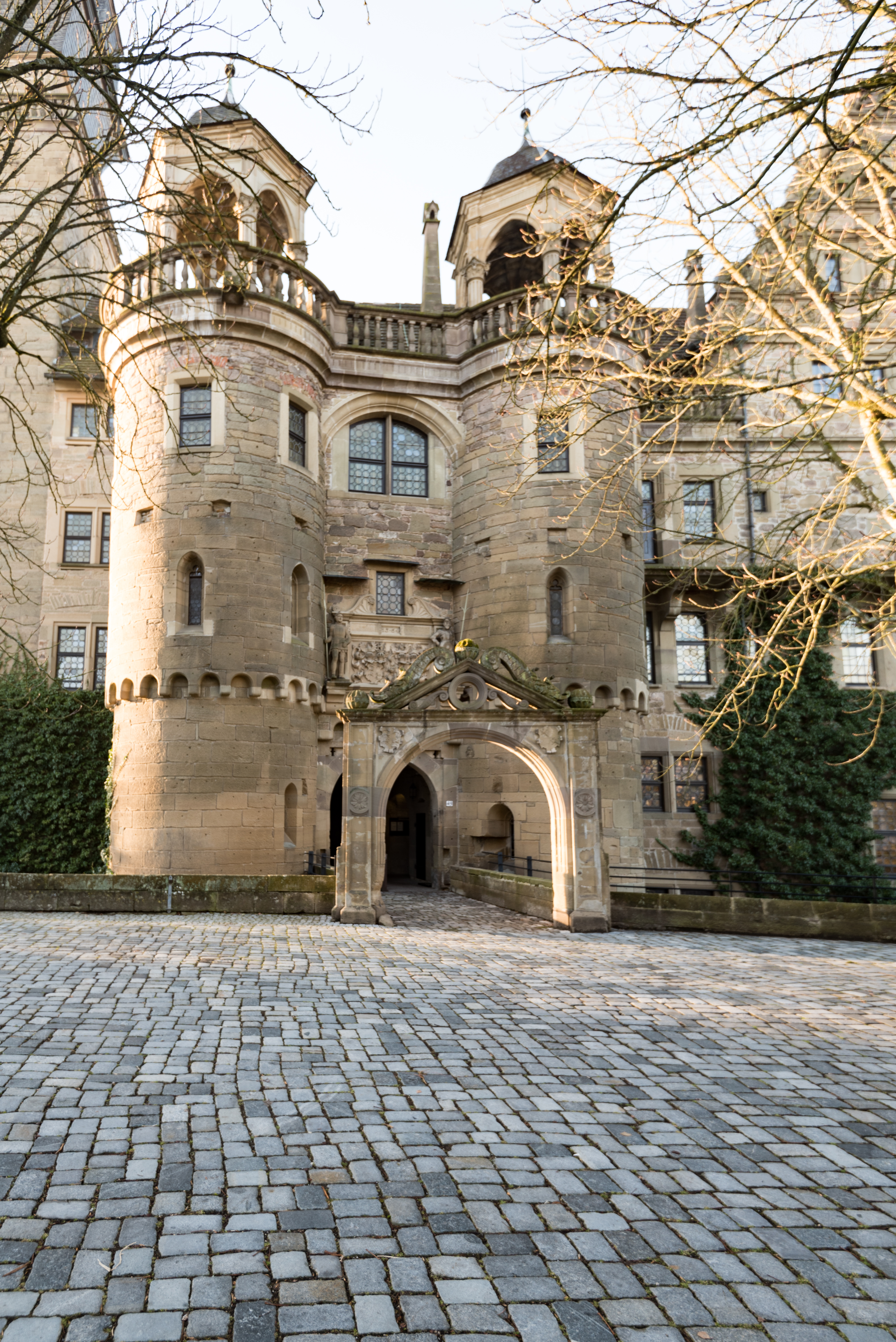
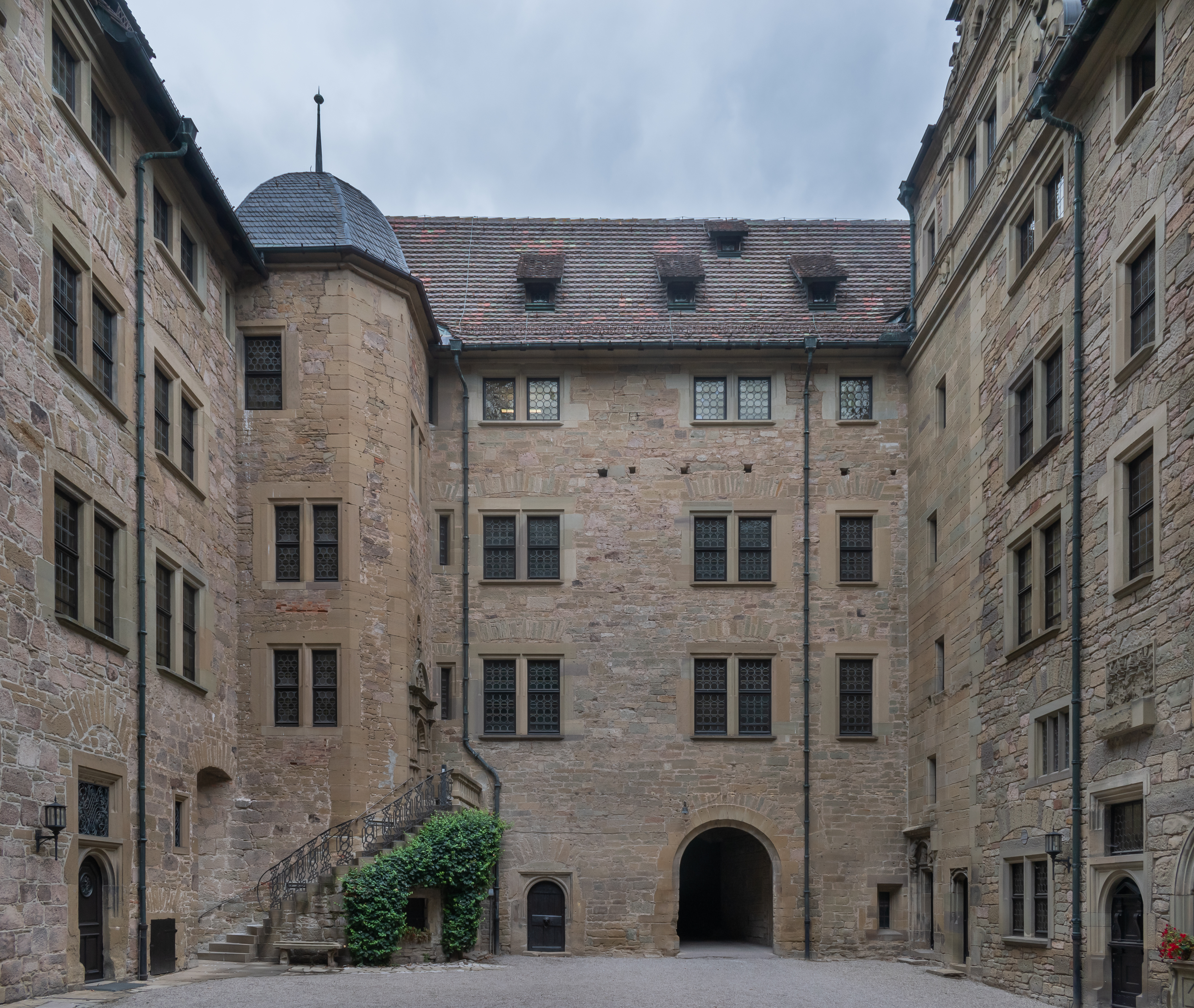
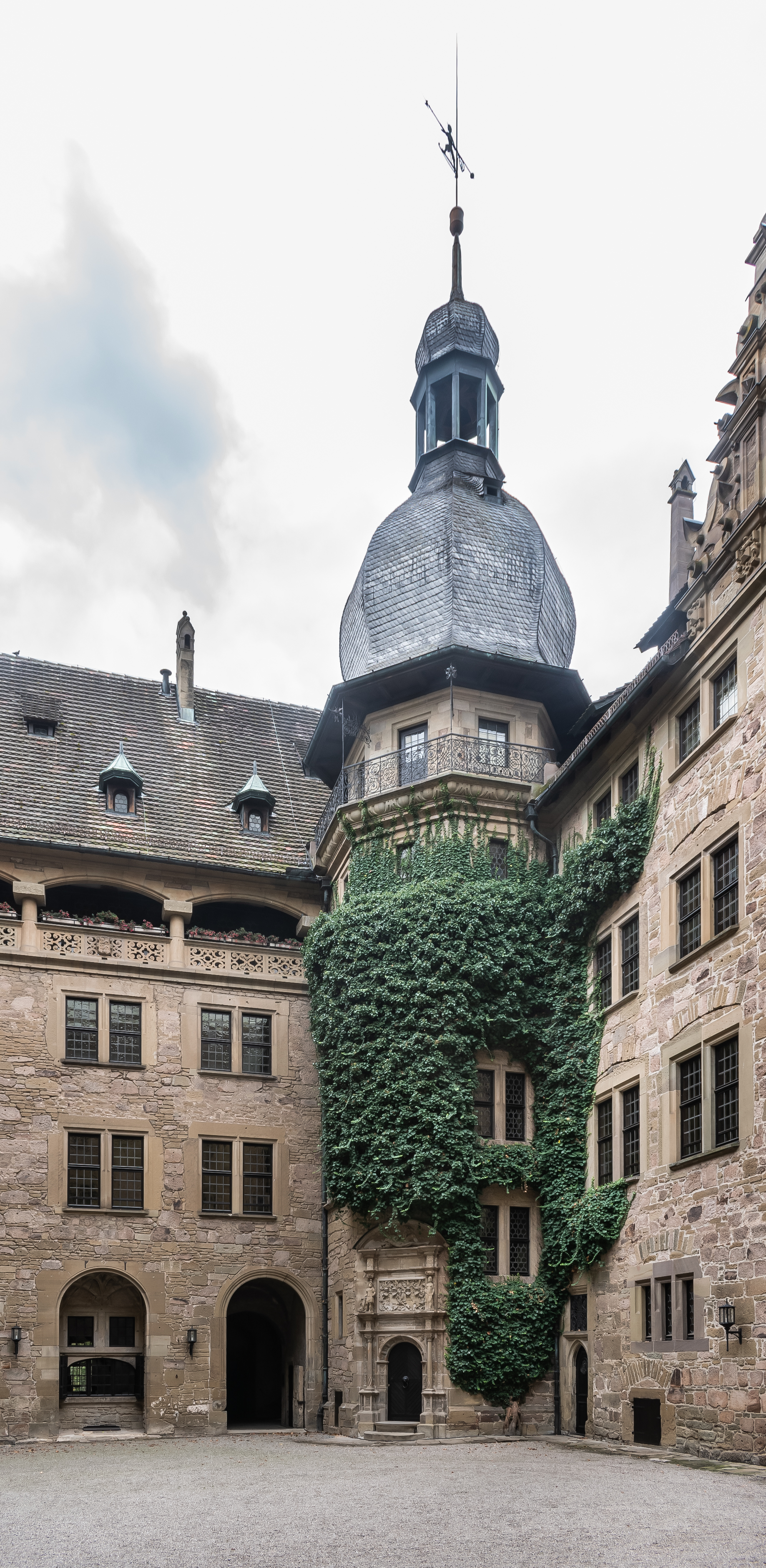